# Зизин (Брашов)
Зизин (рум. Zizin) насеље је у Румунији у округу Брашов у општини Тарлунђени. Oпштина се налази на надморској висини од 611 m.

## Становништво
Према подацима из 2002. године у насељу је живело 2309 становника.

### Попис2002.
| Расподела становништва по националности 2002.‍ | Расподела становништва по националности 2002.‍ | Расподела становништва по националности 2002.‍ | Расподела становништва по националности 2002.‍ | Расподела становништва по националности 2002.‍ |
| --------------------------------------------- | --------------------------------------------- | --------------------------------------------- | --------------------------------------------- | --------------------------------------------- |
|                                               |                                               |                                               |                                               |                                               |
| Румуни                                        | Румуни                                        |                                               | 1.317                                         | 57,0%                                         |
| Мађари                                        | Мађари                                        |                                               | 701                                           | 30,4%                                         |
| Роми                                          | Роми                                          |                                               | 291                                           | 12,6%                                         |